# Mythe de la création du monde en Égypte antique
La mythologie égyptienne porte sur les origines de l'univers. La cosmogonie égyptienne se fonde sur la croyance d'un principe créateur. Néanmoins, il existait de grandes variations géographiques dans les récits mythiques égyptiens. Ainsi, ce n'est pas une, mais plusieurs cosmogonies (mythes de la création du Monde) qui coexistaient dans les différentes parties du royaume. Les plus connues sont celles d'Héliopolis, d'Hermopolis, de Thèbes et de Syène (Éléphantine-Assouan). Chaque nome voit dans son dieu tutélaire le démiurge à l'origine de cette création. Ainsi pour les Héliopolitains Rê est le fondateur du monde, pour les Hermopolitains Thot, etc.
La cohérence de ce système s'explique par le fait que pour les Égyptiens, chaque démiurge local n'est qu'une manifestation d'une même puissance divine sous une multitude de formes. C'est ainsi qu'on définit parfois la religion égyptienne comme « un monothéisme dans un polythéisme » ou un monothéisme polymorphique. À l'époque amarnienne, le pharaon Akhenaton voulut concrétiser la fusion de ce syncrétisme dans un dieu universel, Aton. Cette philosophie fut cependant aussi éphémère que son concepteur.
La cosmogonie la plus répandue est celle d'Héliopolis qui a pour créateur un démiurge solaire (une des formes de Rê) et donne une généalogie divine descendant jusqu'au dieu pharaonique Horus.
Hérodote, qui ne croyait qu'à ce qu'on pouvait lui confirmer en plusieurs endroits, conclut de la disparité des mythes qu'il entendit raconter lors de son voyage en Égypte, qu'au sujet des dieux, les Égyptiens n'en savaient pas plus les uns que les autres.

## Cosmogonie memphite
Cette version de la création du monde se présente comme la plus simple, puisqu'un unique dieu, Ptah, en est l'acteur, créant par sa pensée le monde : êtres, animaux, végétaux, etc., puis lui donnant la vie par sa parole créatrice, en nommant un par un les éléments imaginés.
Cette cosmogonie propre à Memphis est racontée sur une stèle du roi Chabaka de la XXVe dynastie actuellement conservée au British Museum.

## Cosmogonie héliopolitaine
Dans ce courant théologique, il existe au départ une étendue d'eau infinie et intemporelle : le Noun (métaphore probable du Nil, fleuve à l'importance prépondérante dans la société égyptienne). Puis du Néant, Atoum, le démiurge, se donne lui-même naissance et prend place sur la butte primordiale émergeant de l'eau. À partir de là, il donne naissance à un couple : Shou, mâle anthropomorphe orné d'une plume d'autruche, le dieu de l'air, et Tefnout, femelle zoomorphe (avec une tête de lionne), la déesse de l'humidité. Cependant, la manière dont ces deux êtres sont mis au monde diverge selon les « textes sacrés ». Dans la première version, Atoum pratique l'onanisme et les fait naître simultanément, mais dans la seconde, Shou est craché et Tefnout « éternuée » par Atoum. Ces deux divinités engendreront Geb, dieu de la Terre, et Nout, déesse du Ciel, s'aimant d'un amour si fort qu'Atoum doit les séparer. Dans l'espace ainsi créé naissent cinq enfants : Osiris, Horus l'Ancien, Seth, Isis et Nephtys. Tous ensemble ils forment l'Ennéade d'Héliopolis, c'est-à-dire les « neuf » dieux descendant du démiurge Atoum : Shou, Tefnout, Geb, Nout, Osiris, Horus l'Ancien, Seth, Isis, Nephtys.

## Cosmogonie hermopolitaine
Dans cette cosmogonie, Thot, le démiurge, déposa sur la butte primordiale récemment jaillie du Noun (probable métaphore du Nil en crue d'où n'émergent que les buttes) un œuf. Il fut couvé par les huit entités élémentaires, quatre dieux mâles aux têtes de grenouille et leur contrepartie féminine aux têtes de serpent, qui forment l'ogdoade d'Hermopolis. Elle est composée de Noun et Nounet, l'élément liquide, Heh et Hehet, l'infini, Kekou et Keket, les ténèbres, et Amon et Amonet, l'élément mystérieux (ou « caché »). De l'éclosion de l'œuf naît le soleil, s'élevant vers les cieux. Cette cosmogonie fut adoptée par la ville d'Hermopolis, Khemenou en égyptien (qui signifie « la cité des huit », en référence à l'ogdoade), sans pour autant être homogène au sein de ce courant théologique puisque différentes variantes existent.

### Sources primaires
- Hérodote, L'Enquête [détail des éditions]

### Sources secondaires
- G. Hart, Egyptian Myths, 1990